# Siergiej Smirnow (generał)
Siergiej Michajłowicz Smirnow, ros. Сергей Михайлович Смирнов (ur. 12 października 1950 w Czycie) – rosyjski generał armii, oficer rosyjskich służb specjalnych.

## Życiorys
W organach bezpieczeństwa od września 1974. Przez dwa lata kierował Dyrekcją FSB w Petersburgu i obwodzie leningradzkim. W czerwcu 2003 został pierwszym zastępcą Dyrektora FSB Rosji. Koordynował w FSB prace wydziału kontrwywiadu wojskowego, służby bezpieczeństwa gospodarczego, służby ochrony porządku konstytucyjnego (Druga Służba FSB).
Pod koniec maja 2019 Rosbalt poinformował, iż Smirnow ma ustąpić ze stanowiska pierwszego zastępcy Dyrektora FSB, a jego miejsce może zająć szef Służby Bezpieczeństwa Gospodarczego (SEB) FSB Siergiej Korolew. Tymczasem według korespondenta Nowoj Gaziety Andrieja Suhotina (21 czerwca 2019) skandal z aresztowaniem Iwana Gołunowa doprowadził do rewizji projektu dekretu prezydenckiego o nadaniu stopni wojskowych, zbiegającego się w czasie z Dniem Rosji: z projektu dekretu 11 czerwca zniknął Siergiej Korolew.
Latem 2019 roku w mediach wspominano o Smirnowie w związku ze sprawą karną przeciwko pracownikom departamentu bankowego Departamentu „K” FSB Służby Bezpieczeństwa Gospodarczego Kirillowi Cherkalinowi, Dmitrijowi Frołowowi i Andrieju Wasiliewowi, a także w związku z zabójstwem w 2006 wiceprezesa Centralnego Banku Rosji Andrieja Kozłowa.
W 2020 został odwołany dekretem prezydenta i przeszedł na emeryturę, oficjalnie ze względu na wiek. 